# Stictaulax
Stictaulax is een geslacht van wantsen uit de familie van de Pyrrhocoridae (Vuurwantsen). Het geslacht werd voor het eerst wetenschappelijk beschreven door Stål in 1870.

## Soorten
Het genus bevat de volgende soorten:

- Stictaulax circumsepta Stål, 1870